# Heinrich Hoffmann

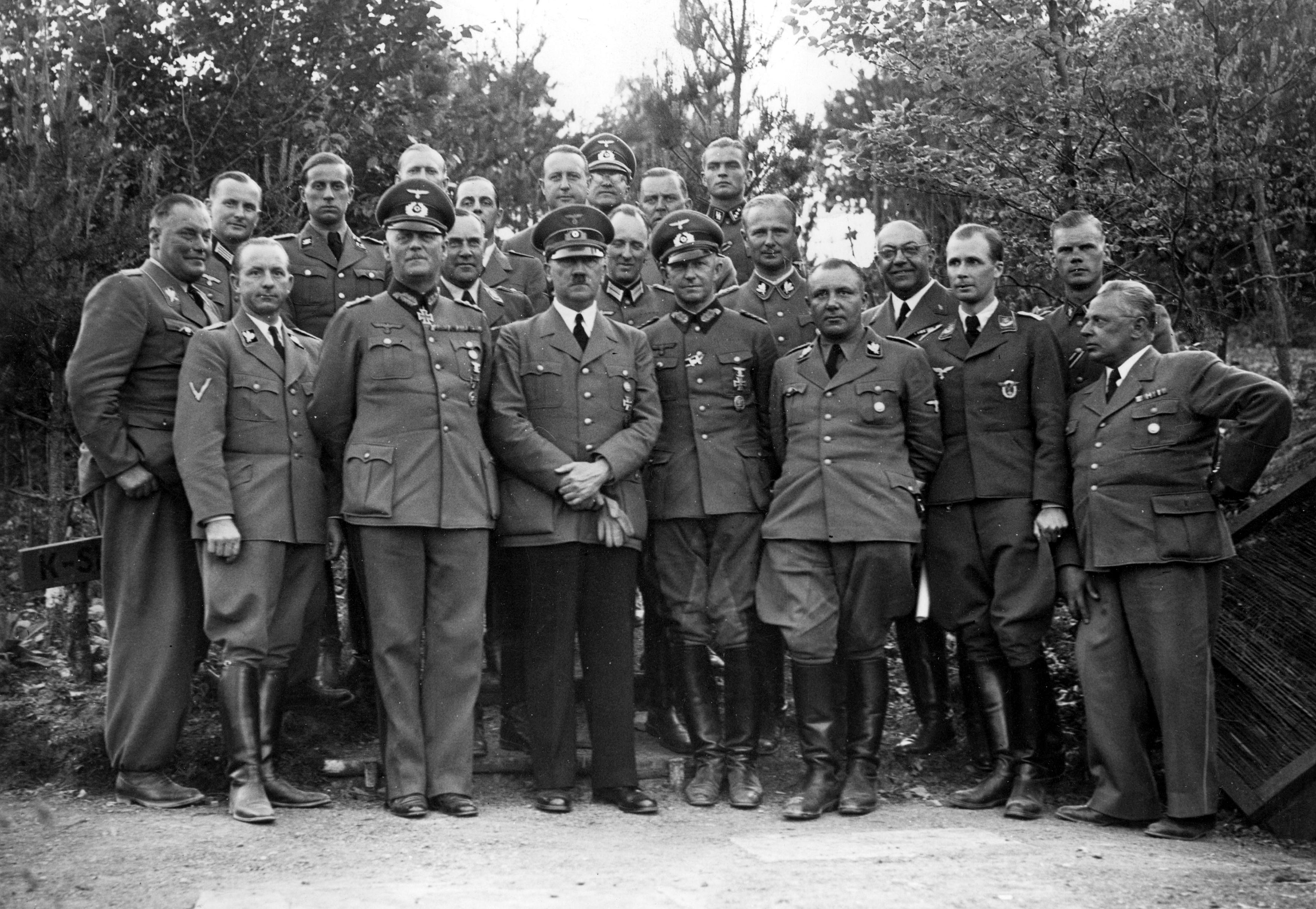
Heinrich Hoffmann je na skupinové fotografii zcela vpravo

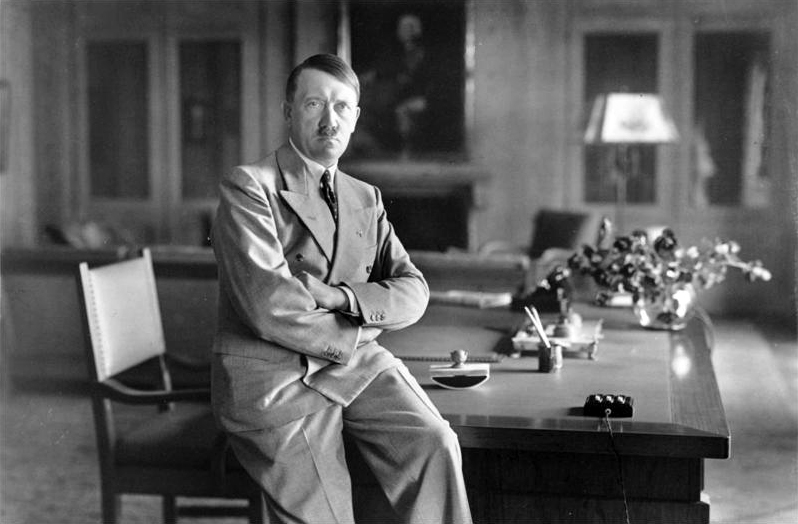
Adolf Hitler ve své pracovně, aranžovaný fotografický portrét

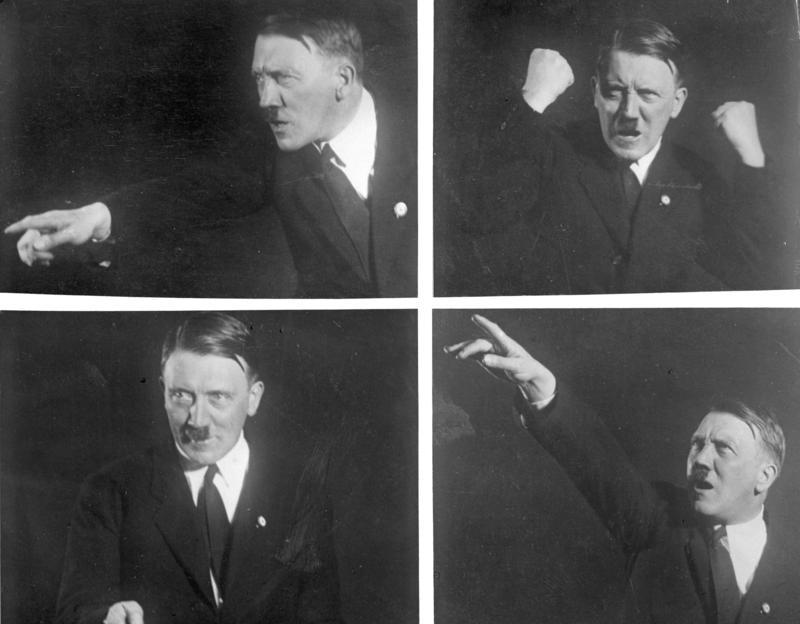
Adolf Hitler

Heinrich Hoffmann (12. září 1885 Fürth – 16. prosince 1957 Mnichov) byl německý fotograf a aktivní tvůrce nacistické propagandy. Jeho jméno je spojeno zejména s dlouhou řadou fotografií německého vůdce Adolfa Hitlera. Ve vlastním nakladatelství Heinrich Hoffmann. Verlag national-sozialistische Bilder vydal řadu knih oslavujících představitele vládnoucí strany.

## Život a dílo
V roce 1920 vstoupil do NSDAP, nedlouho poté jej Adolf Hitler jmenoval svým osobním oficiálním fotografem. Hoffmann se stal Hitlerovým stálým společníkem a blízkým přítelem. Mezi roky 1920–1945 vytvořil více než 2,23 milionu záběrů vůdce. Jeho fotografie se objevovaly na poštovních známkách, pohledech, plakátech a obrázkových knihách. Během trvání třetí říše napsal řadu knih o německém vůdci, mezi které patří např. Hitler, jak ho neznáte (1933) a Jugend um Hitler (1934). V roce 1938 napsal knihy Hitler v Itálii, Hitler befreit Sudetenland a Hitler in seiner Heimat. Jeho poslední kniha, Das Antlitz des Führers, byla publikována krátce před koncem druhé světové války. Díky autorským poplatkům z těchto děl Heinrich Hoffmann velmi zbohatl.
V roce 1911 se oženil s Theresou „Nelly“ Baumannovou, která mu porodila dvě děti – dceru Henriette „Henny“ (* 3. února 1913) a syna Heinricha „Heini“ (* 24. října 1916). Henriette se vdala v roce 1932 za Reichsjugendführera Baldura von Schirach. Hoffmanova žena zemřela v roce 1928.
Shodou okolností Hoffmann a jeho druhá žena Erna seznámili Adolfa Hitlera s asistentkou jejich mnichovského ateliéru Evou Braunovou. Ta se později stala Hitlerovou milenkou a krátce před společnou sebevraždou také jeho manželkou.
Po skončení druhé světové války byl Hoffmann odsouzen na čtyři roky vězení. Po propuštění v roce 1950 se usadil v Mnichově, kde zemřel o 7 let později ve věku 72 let.

## Seznam knih Heinricha Hoffmana
- Das Braune Heer
- Hitler Wie ihn keiner kennt
- Jugend um Hitler
- Ein Volk ehrt seinen Führer
- Hitler in Italien
- Hitler in seinen Bergen
- Hitler abseits vom Alltag
- Hitler in Böhmen-Mähren-Memel
- Hitler befreit Sudetenland
- Hitler in seiner Heimat
- Mit Hitler in Polen
- Mit Hitler im Westen
- Dr. Robert Ley und sein Weg mit dem Deutsche Arbeiter zum Führer
- Hitler baut Grossdeutschland